# Johannes Vetter
Johannes Vetter, nemški atlet, * 26. marec 1993, Dresden, Nemčija.
Vetter je na mitingu v Luzernu julija 2017 dosegel 94,44 metra. S tem je zaostal le za več meti Jana Železnýja, ki je leta 1996 kopje vrgel 98,48 metra za aktualni svetovni rekord.

## Svetovni prvak 2017
V metu kopja na Svetovnem prvenstvu v atletiki leta 2017 je že s prvim metom 89,89 m dosegel rezultat za zlato medaljo in postal svetovni prvak v tej disciplini.

## Dosežki

### Dosežki na velikih tekmovanjih
| Leto | Vrsta                        | Kraj           | Disciplina | Rezultat | Met     |
| ---- | ---------------------------- | -------------- | ---------- | -------- | ------- |
| 2011 | Evropsko mladinsko prvenstvo | Tallinn        | met kopja  | 12       | 65,87 m |
| 2015 | Evropsko mladinsko prvenstvo | Tallinn        | met kopja  | 4        | 79,78 m |
| 2015 | Svetovno prvenstvo           | Peking         | met kopja  | 7        | 83,79 m |
| 2016 | Evropsko prvenstvo           | Amsterdam      | met kopja  | 16       | 79,98 m |
| 2016 | Olimpijske igre              | Rio de Janeiro | met kopja  | 4        | 85,32 m |
| 2017 | Svetovno prvenstvo           | London         | met kopja  | 1        | 89,89 m |

### Najboljši dosežki po sezonah
| 2009 | 58,10 m |
| 2010 | 68,73 m |
| 2011 | 71,60 m |
| 2012 | 61,39 m |
| 2013 | 76,58 m |
| 2014 | 79,75 m |
| 2015 | 85,40 m |
| 2016 | 89,57 m |
| 2017 | 94,44 m |

### Rekordi
| Disciplina | Dosežek | Kraj            | Datum          |
| ---------- | ------- | --------------- | -------------- |
| Met kopja  | 94,44 m | Švica - Lucerne | 11. julij 2017 |